# Saimdang, diario de luz
Saimdang, Memoir of Colors (en hangul, 사임당, 빛의 일기; romanización revisada, Saimdang, Bichui Ilgi) Saimdang, el diario de la luz es una serie de televisión surcoreana protagonizada por Lee Young-ae en el papel principal como Shin Saimdang, una famosa artista y calígrafa de la era Joseon que vivió a principios del siglo XVI. Se emitió en Seoul Broadcasting System todos los miércoles y jueves a las 22:00 (Huso horario de Corea) desde el 26 de enero de 2017. La serie supone la vuelta a la televisión de Lee Young-ae 14 años después de su éxito con en la serie Una joya en el palacio (2003).

## Sinopsis
Una profesora universitaria coreana de historia del arte (Lee Young-ae) descubre el diario perdido de un personaje histórico, desentrañando el secreto que se esconde detrás de una misteriosa pintura antigua recién descubierta, al tiempo que le permite asomarse a la extraordinaria vida de Shin Saimdang (también interpretada por Lee), una reconocida poeta y artista de la era de Joseon.

### Sucesos en el presente
Seo Ji-yoon, profesora de historia del arte en la Universidad de Hankuk, parece tener todo lo que quiere. Está a punto de terminar su doctorado, dirigido por el reconocido profesor Min Jung-hak, que le permitirá ocupar finalmente el puesto de profesora en la universidad. También tiene una feliz vida familiar, con su amante esposo Jung Min-seok, un rico hombre de negocios y su suegra Kim Jung-hae. Para su tesis de doctorado, se le asigna la investigación de una pintura recientemente descubierta de An Gyeon, El monte Kumgang, que se prevé exhibir como tesoro nacional bajo los auspicios de Min Jung-hak. Sin embargo, los descubrimientos de Ji-yoon le hacen dudar de la autenticidad de la pintura. En una conferencia, un estudiante llamado Han Sang-hyun la desafía preguntándole sobre su autenticidad, Ji-yoon esquivó la pregunta, argumentando que necesitaba tiempo para garantizar su autenticidad.
La respuesta de Ji-yoon arroja dudas sobre la pintura en el mundo del arte, humillando a Min Jung-hak, quien opta por sabotear inmediatamente su carrera en represalia. En una conferencia en Bolonia, Italia, el profesor Min urde un plan para abrirle un expediente disciplinario, cesándola de su puesto en la universidad. A pesar de lo desfavorable que es ya la situación, la vida de Ji-yoon, continúa desmoronándose, al desaparecer su esposo, perseguido por los acreedores debido a maniobras comerciales ilegales de un competidor, que ha adoptado medidas desesperadas para que su negocio sobreviva. Después de su crisis personal y profesional, la casualidad entra en juego en las calles de Bolonia donde Ji-yoon se encuentra con un diario que menciona la pintura de El monte Kumgang, y que la lleva a descubrir la pintura de Shin Saimdang por accidente. El diario también arroja luz sobre Saimdang, que no solo se parece mucho a Ji-yoon, sino que parece estar estrechamente relacionada con ella. Ji-yoon comienza a librar una dura batalla para limpiar su nombre y demostrar su valía al encontrar el verdadero cuadro de El Monte Kumgang, al tiempo que lucha contra sus dificultades económicas y la continua presión de Min Jung-hak para evitar que consiga sus objetivos.

### Cronología en el pasado
La historia comienza hace 500 años, en la era de Joseon. En ese momento, a pesar de su juventud, Shin Saimdang se había ganado ya una reputación de artista de talento pero también de niña traviesa, que llegó a escalar paredes para colarse en casa ajenas. Saimdang es la segunda hija de Shin Myung-hwa, un erudito confuciano que es leal al rey Jungjong. El rey se presenta como un paranoico que teme perder su trono y con él, el control del gobierno ante las facciones rivales.
Saimdang conoce y se enamora de Lee Gyeom, un miembro de la familia real, que disfruta de la vida como si fuera un plebeyo y un artista. Su amor florece rápidamente, pidiendo Lee Gyeom finalmente a Shin Myung-hwa la mano de su hija en matrimonio. Sin embargo, a través de una serie de percances, tanto por parte del rey como de los principales antagonistas, Min Chi-Hyung (un comerciante corrupto) y Choi Wheiumdang (originalmente una tabernera celosa, cuyo amor es ignorado por Lee Gyeom), se llega al trágico desenlace, en el que el rey sentencia a Shin Myung-hwa a ser ejecutado y a Saimdang se casa con un estudioso de mente simple llamado Lee Won-su. El matrimonio de Saimdang sume a Lee Gyeom en la desesperación, y huye  para vivir una vida descarriada durante 20 años, rechazando numerosas solicitudes de matrimonio de la familia real.
20 años después, Saimdang, ahora madre de cuatro hijos (entre ellos, Lee Mae-chang, que más tarde llegó a ser una artista de talento, y Lee Hyun-ryong, un niño prodigio que se convertiría más tarde en Yi I, un erudito influyente), se muda a Hanyang con su familia. Sin embargo, su esposo, que es un funcionario crédulo que no fue capaz de pasar el examen nacional durante 20 años, es estafado, dejándola gastar todos sus ahorros para comprar una casa decrépita. En Hanyang, finalmente se encuentra a su primer amor, Lee Gyeom, ahora conocido como Lord Uiseong. Ella niega sus viejos sentimientos, afirmando que se ha olvidado de ellos, pero Gyeom no. Finalmente se instala en Hanyang, abriendo el "Bi-ikdang (Jian) Art Center", y también investiga en secreto a Min Chi-Hyung a petición del rey. Min Chi-Hyung es ahora un funcionario de alto rango, pero corrupto, que se casó con Choi Wheiumdang, ahora también artista y directora de la organización de madres en la prestigiosa Escuela Jungbu.
Para sobrevivir a las dificultades financieras, Saimdang reúne a un grupo de vagabundos sin hogar y hambrientos para abrir una fábrica de papel, con el objetivo final de producir papel Goryeo, un famoso papel de alta calidad cuya fórmula se ha perdido. A pesar de tener que mantener a una familia y trabajar incansablemente para llegar a fin de mes, Saimdang revive sus talentos artísticos inactivos, convirtiéndose en una pintora reconocida. Finalmente, Saimdang y su grupo de vagabundos consiguen recrear la fórmula perdida del papel de Goryeo, haciéndola rica a ella y a los vagabundos. Min Chi-Hyung está exiliado por sus numerosos crímenes, y Choi Wheiumdang tiene que encontrar la manera de rescatar a su esposo.
Dos años después, la situación se ha ido enrareciendo. A pesar de estar acumulando una gran riqueza, el matrimonio de Saimdang se está desmoronando, ya que su esposo tiene una aventura, y se refugia en la pintura. Lee Gyeom, después de viajar por el mundo, regresa a Hanyang, solo para descubrir que el Rey Jungjong ahora desconfía de él. Después de que su esposa desarrolla un plan para rescatar a la Princesa Jeongsun, Min Chi-Hyung es puesto en libertad, pero ahora termina viviendo una vida de plebeyo tras ser despreciado por sus ex oficiales. Las circunstancias se complican cuando Saimdang se ofrece a dibujar el retrato del rey, quien la reconoce como la hija del fallecido Shin Myung-Hwa. Finalmente le ordena a Min Chi-Hyung que mate secretamente a Saimdang y Lee Gyeom; sin embargo, el propio Min Chi-Hyung es asesinado en el proceso. Lee Gyeom se enfrenta a continuación al rey Jungjong casi matándolo, pero elige huir en su lugar. Lee Gyeom se dirige al monte Kumgang para unirse a Saimdang, ya que ella ha ido a pintar allí, algo que ha deseado desde la infancia. Se encuentra con Saimdang, cumpliendo su sueño de dibujar el monte Kumgang juntos. Saimdang finalmente confiesa su amor por Lee Gyeom, pero elige no huir con él porque no puede abandonar a sus hijos.

### Encuentro entre Ji-yoon y Saimdang
Lee Gyeom finalmente se entrega y acepta la pena de muerte. Saimdang, en su desesperación, tiene una visión extraña.
Mientras tanto, en la línea de tiempo actual, Seo Ji-yoon se enfrenta a sentimientos extraños ante el retrato de Saimdang. Parece que están conectados de alguna manera. Finalmente, en un accidente, Seo Ji-yoon y Saimdang se encuentran en un mundo indefinido. Ji-yoon le revela a Saimdang que Lee Gyeom logró sobrevivir en el futuro y escapó a Italia, lo que anima a Saimdang a organizar un asalto para rescatarlo. En el camino hacia la ejecución, un grupo de simpatizantes de Lord Uiseong se enfrentan a los guardias reales, intentando liberar a Lee Gyeom. El jefe de los guardias reales, a quien le gusta Uiseong y no está de acuerdo con la orden de ejecución del rey, permite que los partidarios sigan adelante y lo liberen. Como no habría excusa para esta acción, el guardia elige suicidarse. Después de una despedida entre lágrimas de Saimdang, Lee Gyeom se dirige a un barco y comienza un largo viaje que finalmente lo lleva a establecerse en Bolonia, Italia .
Lee Gyeom continúa su vida artística en Italia, mientras vive en una casa señorial llamada "Siesta di Luna" (un nombre inspirado en una de las citas de Saimdang sobre la luna). Ji-yoon, una vez más, visita Siesta di Luna, y tiene una visión de Saimdang y Lee Gyeom finalmente juntos.

## Reparto

### Principal
- Lee Young-ae como Shin Saimdang / Seo Ji-Yoon 
  - Park Hye-su como adolescente Shin Saimdang

Artista, calígrafo y filósofo de la época Joseon.
- Song Seung-heon como Lee Gyum 
  - Yang Se-jong como el joven Lee Gyum

Amante de Saimdang; Un aristócrata y pintor con espíritu despreocupado.

### Secundarios

#### Pasado
- Oh Yoon-ah como Whieumdang Choi[5]
  - Yoon Ye-joo como el joven Whieumdang Choi
- Choi Chul-ho como Min Chi-hyung, el marido de Whieumdang Choi
- Choi Jong-hwan como el rey Jungjong
- Yoon Suk-hwa como Queen Dangyeong (conocida como "Deposed Queen Shin"; Jungjong's 1st Queen Consort)
- Yoon Da-hoon como Lee Won-soo, el esposo de Saimdang
- Jung Joon ganó como Lee Hyun-rong, el hijo de Saimdang
- Choi Il-hwa como Shin Myung-hwa (el padre de Saimdang)
- Jang Seo-kyung como Hyang-yi
- Noh Young-hak como el príncipe heredero Lee Ho
- Lee Joo-yeon como la princesa Jung-soon
- Lee Kyung-jin como Lady Lee (la madre de Saimdang)
- Jung Ah-in como ayudante de Whieumdang Choi
- Park Jung-hak como guerrero escolta
- Heo Sung-tae como Wang Jung-chul, un enviado de Ming

#### Presente
- Yang Se-jong como Han Sang-hyun
- Choi Jong-hwan como Min Jung-hak, Profesor
- Kim Hae-sook como Kim Jung-hee, la suegra de Seo Ji-yoon
- Lee Hae-young como Jung Min-seok, esposo de Seo Ji-yoon
- Lee Tae-woo como Jung Eun-soo, hijo de Seo Ji-yoon
- Park Jun-myun como Ko Hye-jung, amigo de Seo Ji-yoon
- Kim Young-joon como maestra asistente Nam
- Kim Mi-Kyung como Director Seon
- Song Min-hyung como CEO Heo
- Anda como Anna

### Otros personajes
- Hong Suk-chun como Mong Ryong
- Seol Jung-hwan
- Song Joon-hee
- Kwak Ji-hye como Yoo Bin
- Kim Min-hee
- Park Ji-hyun como Lee-yun
- Ha Do-kwon como Jang Si-ho, un mayordomo.

## Producción
La serie se anunció por primera vez en marzo de 2015 contando el reparto con Lee Young-ae en el papel protagonista de Saimdang, que marcó su regreso a la actuación después de un retiro de 10 años, desde que en 2005 protagonizó la película Sympathy for Lady Vengeance, y su primer papel en televisión desde el éxito de 2003 Una joya en el palacio . Song Seung-heon fue elegido como el amor ficticio de Saimdang en julio de 2015.
La primera lectura del guion se llevó a cabo el 4 de agosto de 2015 en el Centro de Producción SBS Ilsan en Tanhyun, Corea del Sur. El rodaje comenzó el 10 de agosto de 2015 y finalizó el 4 de junio de 2016. Originalmente estaba programada para emitirse simultáneamente en Corea del Sur y China en la segunda mitad de 2016, pero se retrasó hasta enero de 2017 debido a un conflicto sobre el sistema de defensa área de gran altitud (THAAD) entre los dos países.

## Recepción
Antes de su emisión, la serie recibió mucha atención debido a que suponía la vuelta a la interpretación de Lee Young-ae, cuya última aparición en televisión fue 14 años antes, en la serie de éxito en toda Ásia Una joya en el palacio (2003). Con un presupuesto de 22.500 millones de wones ($ 20 millones), los derechos chinos de la serie se vendieron al Emperor Entertainment Korea con sede en Hong Kong por 267,000 dólares por episodio, superando el récord anterior establecido por el la serie de éxito de 2016 Descendientes del Sol . Los derechos también se han vendido a Netflix en Estados Unidos por 20,000 dólares por episodio, y en Japón por 90,000 dólares por episodio.
Sin embargo, a pesar de la gran expectación inicial, su amplia publicidad y gran presupuesto, Saimdang no logró capturar a los espectadores y finalmente fue superada por Buen gerente, su competidora en la misma franja horaria. Factores tales como la falta de frescura, la trama lenta e ilógica se han citado como razones de su fracaso. Además, tanto las actuaciones de Lee Young-ae como la de Park Hye-su han obtenido malas críticas. La serie finalmente se redujo en dos episodios debido a sus malos resultados.
No obstante, la serie logró obtener ganancias netas gracias a sus buenos resultados en el extranjero. Según su compañía de producción, ganó 17 mil millones de wones (15 millones de dólares) gracias a la distribución en siete países, incluidos China, Japón y Taiwán. Esta serie fue el programa más visto en la GTV de Taiwán, y también mantuvo las primeras posiciones en varias plataformas en Hong Kong, Japón, Singapur y Malasia.

## Resultados
- En la siguiente tabla, the blue numbers representan las calificaciones más bajas y the red numbers representan las calificaciones más altas.
- NR denota que el drama no se clasificó entre los 20 mejores programas diarios en esa fecha.

| Ep.      | Fecha de transmisión  | Participación promedio de audiencia | Participación promedio de audiencia | Participación promedio de audiencia | Participación promedio de audiencia |
| Ep.      | Fecha de transmisión  | TNmS                                | TNmS                                | AGB Nielsen                         | AGB Nielsen                         |
| Ep.      | Fecha de transmisión  | A escala nacional                   | Seúl                                | A escala nacional                   | Seúl                                |
| -------- | --------------------- | ----------------------------------- | ----------------------------------- | ----------------------------------- | ----------------------------------- |
| 1        | 26 de enero de 2017   | 13.9% (4.ª)                         | 16.0% (3.ª)                         | 16.3% (4.ª)                         | 16.6% (3.ª)                         |
| 2        | 26 de enero de 2017   | 11.8% (7.ª)                         | 13.4% (5.ª)                         | 15.6% (5.ª)                         | 16.6% (3.ª)                         |
| 3        | 1 de febrero de 2017  | 10,6% (10.ª)                        | 12.2% (5.ª)                         | 13.0% (4.ª)                         | 13.5% (4.ª)                         |
| 4        | 2 de febrero de 2017  | 10,2% (11.ª)                        | 11.5% (6.ª)                         | 12.3% (5.ª)                         | 12.6% (5.ª)                         |
| 5        | 8 de febrero de 2017  | 8.6% (15.ª)                         | 9.9% (6.ª)                          | 10.7% (6.ª)                         | 11.0% (5.ª)                         |
| 6        | 9 de febrero de 2017  | 8.7% (13.ª)                         | 10.3% (7.ª)                         | 12.0% (7.ª)                         | 12.5% (5.ª)                         |
| 7        | 15 de febrero de 2017 | 7.0% (17.ª)                         | 8.7% (12.ª)                         | 9.7% (9.ª)                          | 10.2% (5.ª)                         |
| 8        | 16 de febrero de 2017 | 7.8% (16.ª)                         | 9.0% (14.ª)                         | 10,3% (9.ª)                         | 10.9% (6.ª)                         |
| 9        | 22 de febrero de 2017 | 7.6% (16.ª)                         | 8.6% (9.ª)                          | 9.8% (8.ª)                          | 10.4% (5.ª)                         |
| 10       | 23 de febrero de 2017 | 8.3% (13.ª)                         | 9.9% (7.ª)                          | 10,1% (10.ª)                        | 10.7% (6.ª)                         |
| 11       | 1 de marzo de 2017    | 7.7% (16.ª)                         | 9.1% (8.ª)                          | 9.6% (9.ª)                          | 9.7% (8.ª)                          |
| 12       | 2 de marzo de 2017    | 8.4% (17.ª)                         | 9.4% (8.ª)                          | 10.3% (8.ª)                         | 10.3% (6.ª)                         |
| 13       | 8 de marzo de 2017    | 7.8% (13.ª)                         | 8.7% (9.ª)                          | 10.3% (8.ª)                         | 10.3% (6.ª)                         |
| 14       | 9 de marzo de 2017    | 8.4% (12.ª)                         | 9.1% (8.ª)                          | 10.5% (8.ª)                         | 10.7% (7.ª)                         |
| 15       | 15 de marzo de 2017   | 8.4% (13.ª)                         | 9.0% (8.ª)                          | 10.4% (7.ª)                         | 10.8% (5.ª)                         |
| 16       | 16 de marzo de 2017   | 9.3% (11.ª)                         | 10.5% (6.ª)                         | 10,2% (9.ª)                         | 10,2% (7.ª)                         |
| 17       | 22 de marzo de 2017   | 8.3% (16.ª)                         | 9.0% (10.ª)                         | 9.4% (8.ª)                          | 9.1% (6.ª)                          |
| 18       | 23 de marzo de 2017   | 9.0% (10.ª)                         | 10.4% (5.ª)                         | 10.0% (7.ª)                         | 9.9% (7.ª)                          |
| 19       | 29 de marzo de 2017   | 8.1% (17.ª)                         | 9.7% (8.ª)                          | 9.0% (9.ª)                          | 9.3% (7.ª)                          |
| 20       | 30 de marzo de 2017   | 8.2% (17.ª)                         | 9.4% (9.ª)                          | 9,3% (9.ª)                          | 9.3% (8.ª)                          |
| 21       | 5 de abril de 2017    | 8.6% (16.ª)                         | 10.0% (7.ª)                         | 9.4% (9.ª)                          | 8.8% (10.ª)                         |
| 22       | 6 de abril de 2017    | 8.7% (15.ª)                         | 9,3% (11.ª)                         | 9.6% (9.ª)                          | 9.3% (8.ª)                          |
| 23       | 12 de abril de 2017   | 7,4% (19.ª)                         | 8.4% (12.ª)                         | 8.5% (11.ª)                         | 8.4% (10.ª)                         |
| 24       | 19 de abril de 2017   | 6.0% (NR)                           | 6.2% (NR)                           | 6.1% (20.ª)                         | 5.9% (NR)                           |
| 25       | 20 de abril de 2017   | 7.2% (18.ª)                         | 7.9% (18.ª)                         | 8.3% (12.ª)                         | 8.8% (11.ª)                         |
| 26       | 26 de abril de 2017   | 6.4% (NR)                           | 6.9% (18.ª)                         | 7.8% (11.ª)                         | 7.7% (11.ª)                         |
| 27       | 27 de abril de 2017   | 7.4% (16.ª)                         | 7.8% (15.ª)                         | 8.4% (10.ª)                         | 8.5% (9.ª)                          |
| 28       | 4 de mayo de 2017     | 6.8% (18.ª)                         | 7.5% (12.ª)                         | 8.2% (9.ª)                          | 8.8% (7.ª)                          |
| Promedio | Promedio              | 8.5%                                | 9.6%                                | 10.2%                               | 10.4%                               |

- Episode 24 was originally scheduled on April 13, 2017; however, it was pushed back due to 2017 Korean Presidential Debate.

## Premios y nominaciones
| Año  | Premio                              | Categoría                                                        | Candidato | Resultado |
| ---- | ----------------------------------- | ---------------------------------------------------------------- | --- | --------- |
| 2017 | 25.º Premios a las series de la SBS | Premio a la excelencia, actor en un drama de miércoles a jueves  | Song Seung-heon \| rowspan="" style="background-color:none;color:black; text-align:center; vertical-align:middle;" \| |           |
| 2017 | 25.º Premios a las series de la SBS | Premio a la excelencia, actriz en un drama de miércoles a jueves | Lee Young-ae \| rowspan="" style="background-color:none;color:black; text-align:center; vertical-align:middle;" \|    |           |
| 2017 | 25.º Premios a las series de la SBS | Premio a la excelencia, actriz en un drama de miércoles a jueves | Oh yoon-ah \| rowspan="" style="background-color:none;color:black; text-align:center; vertical-align:middle;" \|      |           |

## Exhibición internacional
Los derechos de distribución de la serie han sido comprados por compañías de China, Hong Kong, Japón, Singapur, Malasia, Indonesia, Tailandia e Irán.
En el Gran Los Ángeles, en Estados Unidos, la serie se emitió todos los miércoles y jueves con subtítulos en inglés, de forma gratuita en el canal asiático estadounidense, LA18 (canal 18) desde febrero de 2017 hasta mayo de 2017.
En Filipinas, saldrá al aire en la GMA Network el 9 de agosto de 2017, con el título Saimdang: Almas gemelas a través del tiempo que reemplaza a Acusado Inocente de lunes a jueves en el bloque de horario de máxima audiencia de GMA Telebabad a las 10:00 PM. La versión para la emisión internacional difiere de la versión de SBS de alguna manera, con más énfasis en la línea de tiempo moderna. Se volvió a emitir en GMA News TV el 2 de julio de 2018.
En Tailandia, se emitió en 13 Family es el canal hermano de Channel 3 a partir del 17 de agosto de 2017, de lunes a jueves a las 19:00 ( ICT )
En Myanmar, el drama está disponible para transmitirse en Iflix con subtítulos en birmano.
En Irán, la seire estará disponible para su emisión desde el 25 de enero de 2018 en TVA con doblaje persa.